# Marinussaurus curupira
Marinussaurus curupira là một loài thằn lằn trong họ Gymnophthalmidae. Loài này được Peloso, Rodrigues & Ávila-Pires mô tả khoa học đầu tiên năm 2011.